# Lissonota mutator
Lissonota mutator là một loài tò vò trong họ Ichneumonidae.